# 하이에어
하이에어(영어: Hi Air)는 대한민국의 소형 항공사이며 허브 공항은 김포국제공항과 울산공항이다.

## 개요
하이에어는 김포국제공항과 울산공항을 허브로 하는 소형항공운송사업자로 사업모델은 리저널 항공사(Regional Carrier)이며 대형항공사(FSC)는 물론 저비용 항공사(LCC)도 아니다.

## 역사

### 2010년대

#### 2017년
- 12월 22일: 항공사 설립

#### 2018년
- 12월: 운항증명 (AOC(Air Operator Certificate)) 취득

#### 2019년
- 5월 23일: ATR 72-500 1호기 도입 (HL5243)
- 9월 23일: ATR 72-500 2호기 도입 (HL5244)
- 12월 12일: 서울(김포) - 울산 부정기편 신규취항

### 2020년대

#### 2020년
- 1월 1일: 서울(김포) - 울산 신규취항
- 1월 3일: 서울(김포) - 여수 부정기편 신규취항
- 1월 22일: 서울(김포) - 여수 신규취항[2]
- 6월 25일
  - 울산 - 제주 신규취항
  - 여수 - 제주 신규취항
- 7월 1일: 서울(김포) - 제주 신규취항
- 9월 25일: 서울(김포) - 사천 신규취항
- 12월 5일: 제주 - 사천 신규취항

#### 2021년
- 6월 24일: 서울(김포) - 무안 신규취항
- 6월 25일: ATR 72-500 3호기 도입 (HL5245)
- 7월 1일
  - 무안 - 제주 신규취항
  - 울산 - 제주 재취항
- 9월 17일: 울산 - 무안 부정기편 취항

### 2023년
- 3월 1일 : ATR 72-500 4호기 도입 (HL5246)
- 9월 1일 : 모든 노선 운항 중지 (경영난)

## 운항 노선
|  | 허브        |
|  | 취항 예정지 |
|  | 전세편 노선 |
|  | 단항 노선   |

| 서울/김포 \|\| align=center\|GMP\|\|align=center\|RKSS \|\| 김포 |
| 무안 \|\| align=center\|MWX \|\| align=center\|RKJB \|\| 무안    |
| 여수 \|\| align=center\|RSU \|\| align=center\|RKJY \|\| 여수    |
| 울산 \|\| align=center\|USN \|\| align=center\|RKPU \|\| 울산    |
| 제주 \|\| align=center\|CJU \|\| align=center\|RKPC \|\| 제주    |
| 진주 \|\| align=center\|HIN \|\| align=center\|RKPS \|\| 사천    |
| 양양 \|\| align=center\|YNY \|\| align=center\|RKNY \|\| 양양    |

## 보유 기종
- 2021년 11월 기준으로 하이에어는 다음과 같이 보유하고 있다.[3][4]

## 같이 보기
- 대한민국의 교통
- 대한민국의 기업 목록
- 대한민국의 항공사 목록